# Port lotniczy Gornoałtajsk
Port lotniczy Gornoałtajsk (IATA: RGK, ICAO: UNBG) – port lotniczy położony 9 km na zachód od Gornoałtajska, w Republice Ałtaju, w Rosji.

## Linie lotnicze i połączenia
| Linia Lotnicza    | Kierunek                                            |
| ----------------- | --------------------------------------------------- |
| Aerofłot          | 1. Moskwa-Szeremietiewo                             |
| KrasAvia          | 1. Krasnojarsk                                      |
| Nordwind Airlines | Sezonowo: 1. Sankt Petersburg                       |
| Pobeda            | Sezonowo: 1. Moskwa-Szeremietiewo 2. Moskwa-Wnukowo |
| RusLine           | Sezonowo: 1. Jekaterynburg                          |
| S7 Airlines       | 1. Moskwa-Domodiedowo 2. Nowosybirsk                |
| Ural Airlines     | Sezonowo: 1. Sankt Petersburg                       |
| UTair Aviation    | 1. Surgut 2. Tiumeń (od 12 stycznia 2024)           |
| UVT Aero          | Sezonowo: 1. Kazań                                  |
| Yamal Airlines    | 1. Nowy Urengoj 2. Salechard                        |